# Szitnya

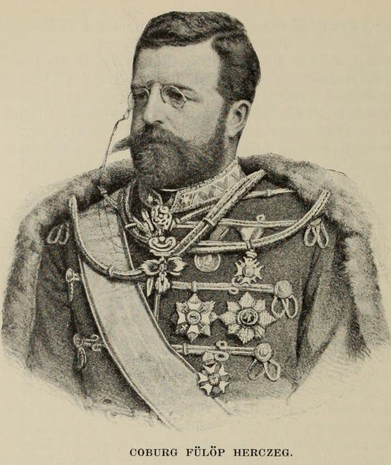
Coburg Fülöp

A Szitnya (Sitno) a Selmeci-hegység legmagasabb csúcsa Selmecbányától délre, 1009 méter magas. Tiszta időben látható a Börzsöny, a Cserhát, a Visegrádi-hegység vagy a Pilis magasabb pontjairól, illetve látható a Mátrában a Kékesről vagy a Galya-tetőről.

## Keletkezése, felépítése
A hegység többi csúcsához hasonlóan egy miocén korú andezites rétegvulkán maradványa. Teteje egy lapos andezitplató, amelyről az egykori vulkáni kúp átöröklött lejtői ereszkednek alá. Különösen látványosak északnyugati peremén a Téry-torony (Téryho veža) öt- illetve hatszögletes elválású andezitoszlopai. A felvezető turistautat a nemzeti park az ezredforduló után fémlépcsővel építette ki.

## Kultúrtörténete
A szitnyai vár első elődje valószínűleg a 12. században épült földvár lehetett. Írásban először 1548-ban említik, amikor a császári (magyar) csapatok kiszorították a várból Balassa Melichar rablóbárót, mert féltek, hogy összejátszik a törökökkel.
A hegytetőn az első fazsindelyes pavilont 1736 körül építtette fehér andezitből Koháry András József főispán, a szitnyai vár tulajdonosa. Az épület 1852-ben egy villámcsapástól porig égett. 1883-ban  az akkoriban Selmecbányán élő Téry Ödön és a helyi turistaegyesület kezdeményezésére Coburg Fülöp herceg herceg újjáépíttette és a túrázóknak ajándékozta. Valószínűleg ez a kilátó volt Magyarország első turisztikai objektuma. Itt alakították meg az első hazai turistaegyesületet, a Szitnya Klubot, itt festették fel Európa első jelölt turistaútvonalát. Az épületet és a szomszédos erdővédi lakot a magyar turistaegyesület Szitnya-osztálya használta turisták elszállásolására.

## Építményei, látnivalói
Legmagasabb pontja a platóból kiemelkedő kis halom teteje. Az ezt uraló filagóriában, azaz pihenő- és kilátópavilonban a hegy történetét, állat- és növényvilágát bemutató  kiállítást rendeztek be. (Ez 2024 novemberében zárva volt.) Tövében áll a jelzések felfestőinek kis emlékműve (Pamätník značkárov).
Tőle nem messze épült a jeles szlovák régész-geológus-botanikus papról elnevezett Andrej Kmeť turistaház (Chata Andreja Kmeťa). Ettől nem messze egy adótorony mered az égnek.
A Téry-torony kilátópontjáról megpróbálhatjuk kikövetkeztetni az egykor a Dunáig kiépített Szarmata fal (Sarmata montes) nyomvonalát.
Az adótoronytól lekanyarogó 557. úton juthatunk a szitnyai várnak a keleti sziklafalon álló, erősen erodált romjáig.

## Stojmír lovagjainak legendája
A néphit szerint a hegy belsejében levő sziklacsarnokban egy nagy vár áll. Ebben alszanak kővé dermedve,, egyik lábukat a lovuk nyergében tartva Stojmír herceg fiainak hatalmas lovagjai, akik azt várják, hogy szólítsák őket a bajban. Öreg kapuőrük hétévente felkapaszkodik a Szitnya tetejére és a négy égtáj felé kiáltja kérdését: Szükség van-e ránk? Ha nem érkezik válasz, visszabattyog a sziklacsarnokba, és vár a következő hét év végéig.